# Kornatcovití
Kornatcovití (Trogossitidae) jsou čeleď brouků z nadčeledi Cleroidea.
Brouci této čeledi mají různý tvar těla i zbarvení. Jsou štíhlí, dlouze protáhlí, nebo naopak velmi širocí, ploší, vzácněji ovální a silně klenutí. Tykadla jsou zakončena jedno až tříčlánkovou, často nesymetrickou paličkou. Velikost brouků je různá, od 4 do 19 mm.
Kornatcovití jsou rozšířeni celosvětově, zvláště v teplejších oblastech. V České republice bylo nalezeno 11 druhů z 600 známých druhů.